# Departamento de San Fernando
Departamento de San Fernando är en kommun i Argentina.   Den ligger i provinsen Chaco, i den nordöstra delen av landet, 800 km norr om huvudstaden Buenos Aires. Antalet invånare är 365 637. Arean är 3,5 kvadratkilometer.
Terrängen i Departamento de San Fernando är mycket platt.
Omgivningarna runt Departamento de San Fernando är huvudsakligen savann. Runt Departamento de San Fernando är det ganska tätbefolkat, med 116 invånare per kvadratkilometer.